# Erasmus Perchinger
Erasmus Perchinger OFM († 26. September 1483) war ein deutscher Ordensgeistlicher und Franziskaner.
Am 6. November 1482 wurde er von Papst Sixtus IV. zum Weihbischof in Freising und Titularbischof von Saldae ernannt. Am 19. Oktober 1482 wurde er in Santa Maria dell’Anima von Stefan Teglatije, Erzbischof von Bar, zum Bischof geweiht. Mitkonsekrator war Giuliano Maffei, Bischof von Bertinoro.